# El-Salvador-Colón
Der El-Salvador-Colón (Mehrzahl Colones) war von 1919 bis 2001 die Währung El Salvadors. Er löste den Peso ab. Der Colón wurde nach Cristóbal Colón, dem spanischen Namen des Entdeckers Christoph Kolumbus benannt. Umgangssprachlich hat sich die Bezeichnung Peso jedoch erhalten.
Das Währungssymbol ist ₡ (Unicode: U+20A1 colon sign).
Seit 2001 wird der Colón im festen Verhältnis von 8,75:1 durch den US-Dollar ersetzt. Obwohl zeitlich unbefristet, ist der Währungswechsel de facto bereits abgeschlossen, da die Zentralbank seit 2001 keine neuen Colones mehr herausgibt und alle bei ihr eintreffenden Colones zurückbehält. Die letzte salvadorianische Banknotenserie umfasste die Stückelungen 5, 10, 25, 50, 100 und 200 Colones.